# 烏希察河
烏希察河（烏克蘭語：Ушиця）是烏克蘭的河流，位於該國西部，屬於德涅斯特河的支流，河道全長122公里，流域面積1,420平方公里，支流有日萬奇克河和烏什卡河。